# François Vaillant
François Vaillant (né le 15 juin 1951 à Saint-Germain-en-Laye, Yvelines) est un philosophe, écrivain et militant non-violent français.

## Biographie
Après avoir obtenu le baccalauréat en 1970, il part en auto-stop vers Katmandou. Il séjourne en Turquie et en Iran. à son retour en France, il s’inscrit à l’Université des Sciences de Montpellier. Ses rencontres dans le milieu étudiant et parmi les paysans du Larzac lui font découvrir la non-violence. Il entre en 1975 au noviciat des Frères prêcheurs (Dominicains) au couvent de Montpellier ; il quitte cet ordre religieux en 1991. Il vit en Normandie depuis 2002.

## Cursus universitaire
Il passe un DEUG en chimie-biologie à la Faculté des sciences de Montpellier en 1972, le diplôme d’éducateur spécialisé à l’Institut psycho-pédagogique médico-social de Montpellier (IPPMS) en 1975, une maîtrise de psychologie à l’Université de Montpellier-Paul-Valéry en 1979, une maîtrise de théologie à l’Institut catholique de Paris en 1983, un DEA de philosophie à l’Université d'Aix-Marseille en 1992.

## Activités professionnelles
Tout en étant rédacteur en chef de la revue Alternatives non-violentes de 1989 à 2014, puis de 2022 à 2025, il exerce les postes suivants : chargé de cours en Sciences de l’éducation à l’Institut Saint-Jean de Marseille de 1993 à 1998, chef de service du centre d’accueil et de soins pour toxicomanes Transit à Marseille de 1998 à 2000, directeur de la maison de retraite Paule Babé de Versailles de 2000 à 2002, responsable des projets à l’Ifman Normandie (Institut de formation du mouvement pour une alternative non-violente) de 2002 à 2014. À la suite d'un licenciement économique, il devient chauffeur de taxi G7 à Paris en 2015 ; cette expérience lui inspire le livre Un taxi dans Paris. François Vaillant prend sa retraite en 2016.

## Parcours militant

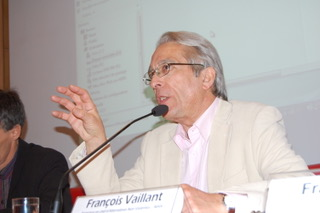

François Vaillant est membre du Mouvement pour une alternative non-violente (Man) depuis 1978, il participe activement à la lutte des paysans du Larzac (1971-1981). 
En 2004, il contribue avec Yvan Gradis à la création du collectif des Déboulonneurs. Ce collectif lutte contre l’invasion publicitaire dans l’espace public par des barbouillages de panneaux publicitaires, à mains nues et à visage découvert. Pour ces actes de désobéissance civile, des membres de ce collectif totalisent 15 procès entre 2006 et 2011. François Vaillant est condamné à une amende de 1 euro à l’issue du procès qu'il souhaitait, le 11 mai 2006 à Rouen,. Comme il refuse le prélèvement d’ADN, il est condamné à 1 euro lors de son procès en appel à Rouen en 2010,,. 
Depuis 2008, François Vaillant est membre de Résistance à l'agression publicitaire (RAP) et de Paysages de France. 
À la retraite depuis 2016, il continue d’organiser des actions non-violentes avec le Man Normandie, de participer à des luttes sociales et écologistes, notamment en 2021-2022 contre le projet d’un entrepôt Amazon dans la périphérie de Rouen. Il continue d'écrire et d'intervenir sur le thème de la non violence, par exemple en 2025 dans un numéro d’Alternatives non-violentes (défense civile non-violente, Tchécoslovaquie 1968, Hong Kong, guerre en Ukraine).

## Publications
- Bernard Quelquejeu et François Vaillant, Les Églises contre la bombe ? : Les Églises chrétiennes et les armements nucléaires, Paris, éditions du Cerf, 1985, 205 p.
- François Vaillant, La non-violence ? : Essai de morale fondamentale, Paris, Cerf, 1991, 288 p. (EAN 9782204042000)
- François Vaillant, La non-violence dans l’Évangile, Paris, éditions ouvrières, 1991, 126 p. (EAN 9782708228832) (ouvrage traduit en italien et en espagnol)
- François Vaillant, « La non-violence, une force pour le 21e siècle : Article rédigé par François Vaillant1 pour le CESE, dans le cadre de la conférence «La non-violence, nouvelle voie pour le XXIème siècle ?» », Sud éducation océans hors de France, 14 juin 2013 (consulté le 14 mars 2025)
- François Vaillant, Un taxi dans Paris, Paris, Temps Présent, 2016, 224 p. (ISBN 978-2916842295)